# The Longest Marge
«The Longest Marge» (укр. «Найдовша Мардж») — одинадцята серія тридцять третього сезону мультсеріалу «Сімпсони», прем'єра якої відбулась 2 січня 2022 року у США на телеканалі «Fox».
Серія присвячена пам'яті спортивного телеведучого Джона Меддена, який помер за 5 днів до того у віці 85 років.

## Сюжет
На Спрінґфілдській АЕС всі робітники дивляться спортивний канал, де Енджер Воткінс представляє надбання «Спрінґфілдських атомів», молодого футбольного вундеркінда Ґрейсона Мазерса. У той час, як працівники святкують, містер Бернс і Смізерс переглядають зниження корпоративних доходів, за результатами яких його алкогольна компанія з виробництва бренді зазнала збитків через невдалу рекламну кампанію. Бернс підслуховує вітання у бік Ґрейсона, тож наймає його як нове обличчя компанії.
Під час наступного футбольного матчу на стадіоні у Ґрейсона проявляється похмілля, через що Спрінґфілд програє гру. Всі фанати освистують хлопця…
Щоб довести свою цінність, Ґрейсона приводять до Спрінгфілдської початкової школи для виступу перед дітьми, але все йде нанівець. Він випиває ще одну пляшку бренді і втрачає свідомість від болю в уретрі. Він прокидається у медкабінеті, де Мардж доглядає за ним і каже хлопцю спинитися. Мимоволі утворюється угода з Бернсом: де Мардж навчає Ґрейсона сімейного життя, а Бернс — всього іншого, необхідного для кар'єри.
Мардж забирає його додому на сімейну вечерю. За нею Ґрейсон розповідає історію про те, як його ще дитиною його прив'язали до футбольної кар'єри, не давши розвинутися чи особисто бачити своїх батьків. Сімпсони починають вчити його побуту сім'ї…
На сімейній вечірці на честь дня народження Ґрейсона з'являється Бернс з наміром відвести на «справжнє» свято. Однак, Мардж зупиняє обох, нагадуючи, що у Ґрейсона наступного дня футбольний матч. Матч стає успіхом, але Бернс помічає, як Ґрейсон стає маминим хлопчиком. Удома Мардж і Бернс починають сваритися, і він ламається після того, як вони ставлять його перед вибором між двома. Ґрейсон стурбований, що Мардж і Монті сваряться через нього.
Хлопець виїжджає від Сімпсонів, а згодом надсилає Мардж квиток на щорічну церемонію вручення спортивних нагород. Мардж щаслива допоки не дізнається, що на сусіднє місце також запрошений Бернс.
Коли Ґрейсону вручають нагороду як «Найбільш надихаючому атлету», Мардж і Бернс примирюються. Однак, коли спортсмен дякує людині, яка його надихнула, — своїй нареченій (і безнес-менеджерці) Кейтлін, з якою зустрівся 3 дні тому, Мардж і Бернс доходять до висновку, що Ґрейсону вони більше не потрібні.

## Виробництво
Серія вийшла о 21:00 замість звичного слоту 20:00.

## Цікаві факти та культурні відсилання
- Назва серії — відсилання до спортивної комедії 2005 року «The Longest Yard» (укр. «Все або нічого)[2].
  - Запрошена зірка епізоду, спортивний сценарист Адам Шефтер, також зіграв камео у фільмі.
- Футбольна команда «(Your City Here) Chargers» — відсилання до команди «Los Angeles Chargers», яка 2017 року повторно переїла із Сан-Дієго до Лос-Анджелеса[3].
- Суперечки між Мардж і Бернсом натхненні комедією 2019 року «Шлюбна історія» Ноя Баумбаха[4].

## Ставлення критиків і глядачів
Під час прем'єри серію переглянули 2,02 млн осіб, з рейтингом 0.7.
Тоні Сокол з «Den of Geek» дав серії три з половиною з п'яти зірок, сказавши, що «серія працює на всіх рівнях, але недостатньо важко. Є чудові індивідуальні ґеґи, обміни та візуальні каламбури…» Однак, на думку Сокола, не було «дикої сатири, яку можна було б донести».
Маркус Ґібсон із сайту «Bubbleblabber» оцінив серію на 5,5/10, сказавши: «Я вважаю, що мені сподобався цей епізод, але я не дуже сміявся під час нього. Драма та історія були хороші, але комедія була нудною».
Згідно з голосуванням на сайті The NoHomers Club більшість фанатів оцінили серію на 3/5 із середньою оцінкою 2,62/5.